# 塔賴拉
塔賴拉是哥倫比亞的城鎮，位於該國東南部，由沃佩斯省負責管轄，距離首府米圖170公里，始建於1985年，面積6,619平方公里，海拔高度189米，2005年人口1,015。

## 外部連結
- （西班牙文） Taraira （页面存档备份，存于）

0°30′N 69°40′W / 0.500°N 69.667°W